# Episodi di Peter Gunn (terza stagione)
La terza stagione della serie televisiva Peter Gunn è andata in onda negli Stati Uniti dal 3 ottobre 1960 al 18 settembre 1961 sulla ABC.
| nº | Titolo originale            | Prima TV USA      |
| -- | --------------------------- | ----------------- |
| 1  | The Passenger               | 3 ottobre 1960    |
| 2  | Mask of Murder              | 10 ottobre 1960   |
| 3  | The Maitre D'               | 17 ottobre 1960   |
| 4  | The Candidate               | 24 ottobre 1960   |
| 5  | The Judgment                | 31 ottobre 1960   |
| 6  | The Death Frame             | 7 novembre 1960   |
| 7  | Death Across the Board      | 14 novembre 1960  |
| 8  | Tramp Steamer               | 21 novembre 1960  |
| 9  | The Long Green Kill         | 28 novembre 1960  |
| 10 | Take Five for Murder        | 5 dicembre 1960   |
| 11 | Dream Big, Dream Deadly     | 12 dicembre 1960  |
| 12 | Sepi                        | 19 dicembre 1960  |
| 13 | A Tender Touch              | 26 dicembre 1960  |
| 14 | The Royal Roust             | 2 gennaio 1961    |
| 15 | Bullet in Escrow            | 9 gennaio 1961    |
| 16 | Jacoby's Vacation           | 16 gennaio 1961   |
| 17 | Blind Item                  | 23 gennaio 1961   |
| 18 | Death Is a Sore Loser       | 30 gennaio 1961   |
| 19 | I Know It's Murder          | 13 febbraio 1961  |
| 20 | A Kill and a Half           | 20 febbraio 1961  |
| 21 | Than a Serpent's Tooth      | 27 febbraio 1961  |
| 22 | The Deep End                | 6 marzo 1961      |
| 23 | Portrait in Leather         | 13 marzo 1961     |
| 24 | Come Dance with Me and Die  | 20 marzo 1961     |
| 25 | Cry Love, Cry Murder        | 27 marzo 1961     |
| 26 | A Penny Saved               | 3 aprile 1961     |
| 27 | Short Motive                | 10 aprile 1961    |
| 28 | The Murder Bond             | 24 aprile 1961    |
| 29 | The Most Deadly Angel       | 1º maggio 1961    |
| 30 | Till Death Do Us Part       | 8 maggio 1961     |
| 31 | Last Resort                 | 15 maggio 1961    |
| 32 | A Matter of Policy          | 22 maggio 1961    |
| 33 | A Bullet for the Boy        | 29 maggio 1961    |
| 34 | Death Is a Four Letter Word | 5 giugno 1961     |
| 35 | Deadly Intrusion            | 12 giugno 1961    |
| 36 | Voodoo                      | 19 giugno 1961    |
| 37 | Down the Drain              | 26 giugno 1961    |
| 38 | Murder on the Line          | 18 settembre 1961 |

## The Passenger
- Prima televisiva: 3 ottobre 1960
- Diretto da: Alan Crosland, Jr.
- Scritto da: Lewis Reed, Tony Barrett

### Trama
- Guest star: Hal Smith (impiegato dell'hotel), Charles Tannen (conducente del bus), Morris Erby (sergente Davis), Mario Cimino (Hobo), Rhys Williams (Elmo Barnes), Ted de Corsia (Curtis Brandt), Forrest Lewis (Edward Hines), Ollie O'Toole (droghiere), Alfred Hopson (dispatcher), James Lanphier (Leslie)

## Mask of Murder
- Prima televisiva: 10 ottobre 1960
- Diretto da: Alan Crosland, Jr.
- Scritto da: Tony Barrett, Lewis Reed

### Trama
- Guest star: Natividad Vacio (Miguel), House Peters, Jr. (impiegato dell'hotel), Jorge Moreno (cameriere), Clark Allen (chitarrista), Dianne Foster (Katherine Hartley), Morgan Jones (Glenn Ellsworth), Carlos Romero (Sol Escobar), Robert Brubaker (Norman Calvin Hartley), Margarita Cordova (Elena)

## The Maitre D'
- Prima televisiva: 17 ottobre 1960
- Diretto da: Alan Crosland, Jr.
- Soggetto di: Blake Edwards

### Trama
- Guest star: Alan Reed (Garson), Luis Van Rooten (Riviera), Louis Mercier (chef), James Lanphier (Leslie)

## The Candidate
- Prima televisiva: 24 ottobre 1960
- Diretto da: Robert Gist
- Scritto da: Lewis Reed, Tony Barrett

### Trama
- Guest star: Vikki Dougan (bionda), Alexander Lockwood (Harold Canfield), Bernard Fein (uomo massiccio), Yuki Shimoda (Yuki), Lloyd Corrigan (Adrian Grimmett), Ken Mayer (Jim Oakland), Raymond Greenleaf (Fenton R. Warwick), Robert Ball (addetto bagagli)

## The Judgment
- Prima televisiva: 31 ottobre 1960
- Diretto da: Alan Crosland, Jr.
- Scritto da: Tony Barrett, Lewis Reed

### Trama
- Guest star: Nesdon Booth (commesso), Davis Roberts (Joey), Joe E. Tata (Arthur Curtis), George Eldredge (giudice Curlan), Mel Welles (Frank Garth), Richard Benedict (Cahane), Emerson Treacy (Martin Hodges), Cyril Delevanti (Charlamagne), James Lanphier (Leslie)

## The Death Frame
- Prima televisiva: 7 novembre 1960
- Diretto da: Robert Gist
- Scritto da: Lewis Reed, Tony Barrett

### Trama
- Guest star: Bobby Byles (Bones), Robert Bice (Cal Ward), Paul Baxley (Vic Crawley), Harry Clexx (impiegato motel), Wesley Lau (Eddie Carson), James Lanphier (Leslie)

## Death Across the Board
- Prima televisiva: 14 novembre 1960
- Diretto da: Alan Crosland, Jr.
- Scritto da: Tony Barrett

### Trama
- Guest star: Darren Dublin (Charley Deade), Jack LaLanne (se stesso), Jean Burton (segretaria), George Selk (Wally Keel), Robert Warwick (Harley Bernard), Ned Glass (Scooter), James Lydon (Frank Rousseau), Mickey Morton (Great Gorza), Tyler McVey (Arthur Fullman), James Lanphier (Leslie), Joe Scott (bandito)

## Tramp Steamer
- Prima televisiva: 21 novembre 1960
- Diretto da: Gene Reynolds
- Soggetto di: Blake Edwards

### Trama
- Guest star: Louise Glenn (Adelaide Jones), Bobby Jordan (cameriere), Clayton Post (ufficiale della nave), Kenneth Patterson (capitano), Bert Freed (Matt Poliska), Peggy Taylor (Virginia Barrett), Henry Corden (Marco (Marco Rico), Tony Demarco (Dave Rico), Herman Rudin (Julio), Gene Coogan (Barney Rico)

## The Long Green Kill
- Prima televisiva: 28 novembre 1960
- Diretto da: Robert Gist
- Scritto da: Tony Barrett

### Trama
- Guest star: Paula Van Hoven (agente di viaggio), Tudor Owen (Chips), Fred Coby (detective), John Ferry (Donegan), Susan Cummings (Paula Garrett), Paul Lambert (Vic Bell), Roy Jenson (Frank Garrett), James Lanphier (Leslie)

## Take Five for Murder
- Prima televisiva: 5 dicembre 1960
- Diretto da: Paul Stanley
- Scritto da: Tony Barrett

### Trama
- Guest star: David Howe (Bobby Jeeter), Gavin MacLeod (Mitch Borden), Roy Glenn (Murdo), Herb Vigran (Ben Keller), Millicent Deming (Doris Rainey)

## Dream Big, Dream Deadly
- Prima televisiva: 12 dicembre 1960
- Diretto da: Robert Gist
- Scritto da: Tony Barrett

### Trama
- Guest star: James Fairfax (Needles), Byron Morrow (Frank Kinnard), Harvey Perry (Eddie), Chuck Hicks (aggressore), Regis Toomey (Cal Sellers), Madame Spivy (Flo), Robert Ball (Joey), James Lanphier (Leslie)

## Sepi
- Prima televisiva: 19 dicembre 1960
- Diretto da: Alan Crosland, Jr.
- Soggetto di: Lester Pine

### Trama
- Guest star: June Vincent (Lisa Nye), Kent Taylor (George Nye), Paul Fierro (Jose Toreno), Eugène Martin (Sepi Toreno), John Craven (Ed Keeler)

## A Tender Touch
- Prima televisiva: 26 dicembre 1960
- Diretto da: Robert Gist
- Scritto da: Tony Barrett, Lewis Reed

### Trama
- Guest star: Vic Rodman (giudice), Lawrence Tierney (Carl Braden), Fred Villani (teppista), Joey Faye (sostenitore), Howard McNear (Horatio Smeddler), Howard Petrie (Mr. Lockland), Frank Behrens (Jonas Fuller), Tony Michaels (impiegato del traffico)

## The Royal Roust
- Prima televisiva: 2 gennaio 1961
- Diretto da: Robert Gist
- Scritto da: Lewis Reed, Tony Barrett

### Trama
- Guest star: Leonard Strong (King Felix), Warren J. Kemmerling (Bennett), Fred Sherman (Harry), Milton Parsons (Thoreau), Al Cavens (chef)

## Bullet in Escrow
- Prima televisiva: 9 gennaio 1961
- Diretto da: Paul Stanley
- Scritto da: Tony Barrett, Lewis Reed

### Trama
- Guest star: William O'Connell (tassista), Robert F. Hoy (Ernie Daggett), James Lanphier (Leslie), Richard Collier (Specs), Leonard Stone (Ed Stone), Clegg Hoyt (Aesop), Bill Chadney (Emmett Ward)

## Jacoby's Vacation
- Prima televisiva: 16 gennaio 1961
- Diretto da: Alan Crosland, Jr.
- Soggetto di: Blake Edwards

### Trama
- Guest star: George Ives (Arthur Holland), Tom Palmer (Louis Frober), Jorge Moreno (nativo), Troy Melton (Paul Yavacheck), Mary Munday (Anna Frober), Oscar Beregi, Jr. (Beard)

## Blind Item
- Prima televisiva: 23 gennaio 1961
- Diretto da: Robert Gist
- Soggetto di: Blake Edwards

### Trama
- Guest star: Billy Barty (Babby), Irene Hervey (Madelon Ridgely), Lloyd Lindroth (Keith Tucker), Mark Allen (Edward Belasco), Richard Ney (Forrest Graham), Buddy Garion (domestico)

## Death Is a Sore Loser
- Prima televisiva: 30 gennaio 1961
- Diretto da: Robert Gist
- Scritto da: Tony Barrett

### Trama
- Guest star: Jack Bernardi (Mr. Kalugian), Joe Di Reda (Eddie Wiley), Shirley Cytron (Mrs. Kalugian), Barbara English (Donna Carroll), Morris Erby (sergente Lee Davis), Rafael López (ragazzo)

## I Know It's Murder
- Prima televisiva: 13 febbraio 1961
- Diretto da: Alan Crosland, Jr.
- Scritto da: Bernard C. Schoenfeld

### Trama
- Guest star: Mel Welles (Manassian), Tommy Rettig (Kevin Daniels), Roy Gordon (Butler), Ken Drake (Prof. Jody), Hayden Rorke (Mark Eustis), Jean Engstrom (Helene Eusti), Alex Sharp (Sanders)

## A Kill and a Half
- Prima televisiva: 20 febbraio 1961
- Diretto da: Robert Gist
- Scritto da: Tony Barrett

### Trama
- Guest star: Bruce Gordon (Vic Kimbro), Virginia Vincent (Dora Carmichael), Joe Forte (Arthur Merrill), Billy Barty (Babby), Norman Fell (Danny Carmichael)

## Than a Serpent's Tooth
- Prima televisiva: 27 febbraio 1961
- Diretto da: Byron Kane
- Scritto da: Tony Barrett

### Trama
- Guest star: Joseph Julian (Arkie), Anne Whitfield (Carol Landell), Jean Paul King (dottor Lawrence Herzog), Clarke Gordon (Johnny Gates), Pamela Britton (Vicki Landell), Ralph Gary (Lennie Sears)

## The Deep End
- Prima televisiva: 6 marzo 1961
- Diretto da: Robert Gist
- Scritto da: Bill A. McCormack

### Trama
- Guest star: Josip Elic (professore Thurston), William Bryant (Phil Matterson), Yvonne White (Susan Neilson), William Bakewell (psichiatra), John Fiedler (Oliver Neilson), James Lanphier (Leslie)

## Portrait in Leather
- Prima televisiva: 13 marzo 1961
- Diretto da: Alan Crosland, Jr.
- Scritto da: Tony Barrett

### Trama
- Guest star: Herb Armstrong (Les Durant), Ann Robinson (Joanna Cochrane), Roy Glenn (Otis Calder), William Fawcett (Sobey Webb), Tom Brown (Charlie Toomey), J. Stewart Taylor (Billy Cochrane)

## Come Dance with Me and Die
- Prima televisiva: 20 marzo 1961

### Trama
- Guest star: Patti Saunders (Ruth), Robert P. Lieb (Frank Benedict), George Paul (teppista), Gil Perkins (teppista), Barbara Stuart (Candy Lane), Jack Hogan (Billy Lundy), Harry Swoger (Eddie Webb), Larry J. Blake (manager), James Lanphier (Leslie)

## Cry Love, Cry Murder
- Prima televisiva: 27 marzo 1961
- Diretto da: Alan Crosland, Jr.
- Scritto da: Tony Barrett

### Trama
- Guest star: Mickey Simpson (Max Willard), Paul Fierro (padre Macias), Joe Besser (Chubby Stone), Dick Crockett (Basher), Margarita Cordova (Maria Galvin), Eugene Iglesias (Vicente Alvarez), Joseph Sonessa (Pepe Alvarez), Raoul De Leon (Manolo Alvarez), Dale van Sickel (Frankie Cole)

## A Penny Saved
- Prima televisiva: 3 aprile 1961
- Diretto da: Robert Gist
- Scritto da: Tony Barrett

### Trama
- Guest star: Morris Erby (sergente Lee Davis), Bill Chadney (Emmett), Joe Scott (assistente/addetto), Maura McGiveney (Miss Larson), Abraham Sofaer (Boris Petrov), Joyce Vanderveen (Lisa North), Paul Dubov (Frank Wallace), Marcel Hillaire (Jacque), Bruce MacFarlane (manager), Lillian Adams (Mrs. North), Oleg Tupine (Nico Belurin)

## Short Motive
- Prima televisiva: 10 aprile 1961
- Diretto da: Robert Gist
- Scritto da: Tony Barrett

### Trama
- Guest star: George Robotham (Les Coombs), Owen McGiveney (custode), Fred Villani (Chalky), Chuck Hicks (Leonard Willis), Jimmy Murphy (Paulie Walker), Jo Helton (Ellen Cary), John Dierkes (dottor Wrightman), Paul Brinegar (Chigger), Frank Gerstle (Frank Clanton), Jhean Burton (Maria Rinaldi), Andrea Darvi (Theresa Rinaldi), James Lanphier (Leslie)

## The Murder Bond
- Prima televisiva: 24 aprile 1961
- Diretto da: Robert Altman
- Scritto da: Tony Barrett, Lewis Reed

### Trama
- Guest star: Jim Hayward (Derelict), Richard Bravo (Tout), William Justine (agente in borghese), Harold Kruger (Derelict), Russell Collins (Ned Grant), Jean Willes (Mrs. Cully), Howard Caine (Landers), Al Christy (Joe Cully), Owen Bush (Nibs), Roy Jenson (Regan), Fred Krone (Sales), Leonard Bremen (barista), Frank Richards (barbiere), Morris Erby (sergente Davis)

## The Most Deadly Angel
- Prima televisiva: 1º maggio 1961
- Diretto da: David Lowell Rich
- Scritto da: Harry Steiner

### Trama
- Guest star: Treva Frazee (Mary Smith), Robert Wiensko (Al Yabocci), George Sawaya (teppista), Harvey Johnson (Oscar), Harold Stone (Joseph Yabocci), Mary Sinclair (Caroline Haskins), Tom Newman (Frank Yabocci), James Lanphier (Leslie)

## Till Death Do Us Part
- Prima televisiva: 8 maggio 1961
- Diretto da: Robert Gist
- Scritto da: Tony Barrett

### Trama
- Guest star: Shepherd Sanders (Toothpick), Robert Gibbons (Edward Candell), James Waters (Arthur Mitchell), Anne Bellamy (Mrs. Leona Candell), Chana Eden (Maria Rosales), Peter Mamakos (ten. Vasquez), Ernest Sarracino (Carlos), William Phipps (Johnny Burnett), Bill Lundmark (Tommy McDonald), David McCall (vecchio narinaio)

## Last Resort
- Prima televisiva: 15 maggio 1961
- Diretto da: Robert Sparr
- Scritto da: Tony Barrett, Steffi Barrett

### Trama
- Guest star: Ross Elliott (Nat Koenig), Peter Mamakos (ten. Vasquez), Sid Kane (assist. direttore), Allen Jaffe (scagnozzo), Milton Selzer (Lou Warren), Randy Stuart (Doris Hobart), Sherwood Price (Les Murdock), Francis X. Bushman (Clinton Hobart)

## A Matter of Policy
- Prima televisiva: 22 maggio 1961
- Diretto da: Robert Gist
- Scritto da: Tony Barrett, Steffi Barrett

### Trama
- Guest star: Bert Remsen (Frank Dineen), Peter Mamakos (Lieut. Vasquez), Edward Colmans (commesso), Anna Navarro (Linda Salazar), Natividad Vacio (Maldonado)

## A Bullet for the Boy
- Prima televisiva: 29 maggio 1961
- Diretto da: David Lowell Rich
- Scritto da: Steffi Barrett, Tony Barrett

### Trama
- Guest star: John Eldredge (Victor Mitchell), Peter Mamakos (Lieut. Vasquez), Nacho Galindo (Delgado), Michael Pate (Juan Mendoza), Buzz Martin (Paul Martin), Linda Watkins (Laura Mitchell), Steve Peck (Louis Valdez)

## Death Is a Four Letter Word
- Prima televisiva: 5 giugno 1961
- Diretto da: Tony Barrett
- Scritto da: Tony Barrett, Steffi Barrett

### Trama
- Guest star: Frank Richards (barista), Ned Glass (Natie), Edwin Mills (dottore), Yvonne White (cameriera), Patric Knowles (Virgil Considine), J. Pat O'Malley (Luther), Virginia Grey (Lisa Randolph)

## Deadly Intrusion
- Prima televisiva: 12 giugno 1961
- Diretto da: Robert Gist
- Scritto da: Tony Barrett, Steffi Barrett

### Trama
- Guest star: Nesdon Booth (Corky), George Barrows (Weaver), Norma Michaels (cameriera), Joseph Mell (Janos Majeski), Erica Elliott (Laura Barclay), Britt Lomond (Gil Manson), Bill Berger (Mark Barclay), Francis DeSales (Johnny Wade), James Lanphier (Leslie)

## Voodoo
- Prima televisiva: 19 giugno 1961
- Diretto da: Alan Crosland, Jr.
- Soggetto di: Blake Edwards

### Trama
- Guest star: John Day Douglas (Judson), Jean Durand (Chiva), Tony De Mario (dottor Howard), Greta Granstedt (Mrs. Gunther), Al Ruscio (ispettore Georges), Ronald Long (Arthur Cotswold), Norbert Schiller (Abel Gunther), James Lanphier (Leslie)

## Down the Drain
- Prima televisiva: 26 giugno 1961
- Diretto da: Robert Gist
- Scritto da: Blake Edwards

### Trama
- Guest star: Burt Mustin (vecchio), Eugene Borden (Henri), James Waters (Conrad), Dale van Sickel (William Lee), Jane Morgan (Lois Lee), Clayton Post (Paul Condon)

## Murder on the Line
- Prima televisiva: 18 settembre 1961
- Diretto da: Robert Gist
- Scritto da: Blake Edwards

### Trama
- Guest star: Robert Gist (Cesar Carlyle), Gordon Oliver (Arthur McCutcheon), Beverly Stone (ragazza), Byron Kane (Dave), Norma Michaels (paziente)